# Premio Nacional de Teatro
|  | No s'ha de confondre amb Premi Nacional de Teatre. |

El Premio Nacional de Teatro és un premi cultural de llarga trajectòria que atorga anualment el Ministeri de Cultura d'Espanya. Va ser creat en els anys cinquanta i, en l'actualitat, és atorgat anualment per l'Institut Nacional de les Arts Escèniques i la Música. Està destinat a reconèixer i recompensar la labor de tota una trajectòria o vida professional, o a destacar noves aportacions excel·lents, en el camp del teatre.

## Guardonats
| Any  | Premiat |
| ---- | --- |
| 2022 | Petra Martínez i Juan Margallo                                                                                 |
| 2021 | Juan Diego Botto                                                                                               |
| 2020 | Sala Cuarta Pared                                                                                              |
| 2019 | Andrés Lima |
| 2018 | Julieta Serrano                                                                                                |
| 2017 | Kamikaze Teatro                                                                                                |
| 2016 | Concha Velasco i Lina Morgan (a títol pòstum)                                                                  |
| 2015 | Pedro Moreno                                                                                                   |
| 2014 | Compañía de teatro Chévere                                                                                     |
| 2013 | Ramón Barea |
| 2012 | Blanca Portillo                                                                                                |
| 2011 | Juan Gómez Cornejo                                                                                             |
| 2010 | La Zaranda |
| 2009 | Vicky Peña |
| 2008 | Atalaya-TNT |
| 2007 | Juan Mayorga                                                                                                   |
| 2006 | Josep Maria Pou                                                                                                |
| 2005 | Companyia Animalario                                                                                           |
| 2004 | José Monleón Bennácer                                                                                          |
| 2003 | Gustavo Pérez Puig                                                                                             |
| 2002 | José Luis López Vázquez                                                                                        |
| 2001 | Fernando Arrabal                                                                                               |
| 2000 | Ramon Fontserè                                                                                                 |
| 1999 | Mª Jesús Valdés                                                                                                |
| 1998 | Manuel Galiana                                                                                                 |
| 1997 | Natividad Macho Álvarez (Nati Mistral)                                                                         |
| 1996 | Mª Amparo Rivelles Ladrón de Guevara (Amparo Rivelles)                                                         |
| 1995 | Teatro de La Abadía                                                                                            |
| 1994 | Guillermo de las Heras i Els Joglars                                                                           |
| 1993 | La Fura dels Baus i Ur Teatro                                                                                  |
| 1992 | Berta Raiza Gómez i Manuel de Blas                                                                             |
| 1991 | Lluís Pasqual i Sánchez i José Pedro Carrión Terán                                                             |
| 1990 | José Estruch Sanchis i José Sanchis Sinisterra                                                                 |
| 1989 | Josep Maria Flotats i Emilio Burgos                                                                            |
| 1988 | José Luís Gómez García i Gerardo Vega                                                                          |
| 1987 | Miguel Narros i Ana Marzoa                                                                                     |
| 1986 | José Luis Alonso de Santos i Alfonso Sastre                                                                    |
| 1985 | Nuria Espert Romero i Fernando Fernán-Gómez                                                                    |
| 1984 | Lluís Pasqual i Sánchez i Anna Lizaran i Merlos                                                                |
| 1983 | No se concedí el Premi                                                                                         |
| 1982 | José Carlos Plaza                                                                                              |
| 1981 | Rafael Alberti i Guillermo Marín                                                                               |
| 1980 | Antonio Buero Vallejo i Carmen Carbonell                                                                       |
| 1979 | Francisco Morales Nieva                                                                                        |
| 1978 | Teatre Lliure                                                                                                  |
| 1974 | Adolfo Marsillach Soriano                                                                                      |
| 1973 | Manuel Mampaso                                                                                                 |
| 1972 | José Bódalo i Mª Fernanda Conejos Gómez (María Fernanda D'Ocón)                                                |
| 1971 | Antero Guardia                                                                                                 |
| 1970 | Julia Gutiérrez Caba                                                                                           |
| 1969 | Irene Gutiérrez Caba                                                                                           |
| 1962 | Lauro Olmo, Amelia de la Torre, Aurora Redondo Alberto González Vergel, María Luz Morales Juan Guerrero Zamora |
| 1960 | Mary Carrillo                                                                                                  |
| 1959 | Miguel Narros                                                                                                  |
| 1957 | Antonio Buero Vallejo                                                                                          |
| 1955 | Antonio Campó                                                                                                  |
| 1954 | José López Rubio                                                                                               |
| 1952 | Miguel Mihura                                                                                                  |
| 1949 | Mary Carrillo                                                                                                  |
| 1946 | Jardiel Poncela                                                                                                |